# Écoust-Saint-Mein

Écoust-Saint-Mein este o comună în departamentul Pas-de-Calais, Franța. În 1 ianuarie 2022 avea o populație de 484 de locuitori.